# Tue Bjørn Thomsen
Tue Bjørn Thomsen (Egedesminde, Groenlandia, 21 de diciembre de 1972-Copenhague, 23 de abril de 2006) fue un deportista danés que compitió en boxeo. Ganó una medalla de bronce en el Campeonato Mundial de Boxeo Aficionado de 1997, en el peso pesado.
En diciembre de 1997 disputó su primera pelea como profesional. En su carrera profesional tuvo en total 24 combates, con un registro de 22 victorias, una derrota y un empate.
Falleció a los 33 años, apuñalado en una reyerta mientras se encontraba en un bar de la ciudad de Copenhague.

## Palmarés internacional
| Campeonato Mundial | Campeonato Mundial | Campeonato Mundial | Campeonato Mundial |
| Año                | Lugar              | Medalla            | Categoría          |
| ------------------ | ------------------ | ------------------ | ------------------ |
| 1997               | Budapest (Hungría) | Medalla de bronce  | 91 kg              |